# 希爾斯伯勒鎮區 (新澤西州)
希爾斯伯勒鎮區（英語：Hillsborough Township）是位於美國新澤西州薩默塞特縣的一個鎮區。

## 地方資料
希爾斯伯勒鎮區的面積為142.71平方千米，當中陸地面積為141.45平方千米，而水域面積為1.26平方千米。根據2020年美國人口普查的數據，當地共有人口43276人，而人口密度為每平方千米303.24人。